# Museu de arte antiga de Basileia e coleção Ludwig
Fundado em 1961, o Museu de Arte Antiga de Basileia e Coleção Ludwig (Antikenmuseum Basel und Sammlung Ludwig) é um dos diversos museus da cidade da Basiléia, na Suíça, patrimônio de relevância nacional. O museu dedica-se exclusivamente à arte das civilizações antigas a partir do 4º milênio a.C., até o século VII d.C. Único da categoria na Suíça, o museu abriga obras de arte da região mediterrânea, predominantemente do período entre 1000 a.C. a 300 d.C. Sua parte central é ocupada pela coleção de vasos e esculturas gregas, e pela seção dedicada ao Egito Antigo. Outros objetos são do Oriente Próximo e Chipre.